# Glazbeni singl
Glazbeni singl je uglazbljena pjesma koja se distribuira putem nosača zvuka, radijskih valova, video spotova na TV-u ili interneta, najčešće u svrhu promidžbe nadolazećeg glazbenog albuma. Naziv "singl" dolazi od engleske riječi single, što znači "jedan", a isprva je označavao gramofonsku ploču na kojoj se nalazila samo jedna pjesma. Kasnije se singl pločama počela dodavati i druga pjesma, koja je obično bila na "B" strani ploče.
Danas se sve manje singlova distribuira putem nosača zvuka, a promocija pjesme se radi putem video spotova, radija (postoje i posebne ljestvice, tzv. Airplay Charts, za pjesme koje ne idu u klasičnu distribuciju), zvona mobitela (tzv. Ringtones) ili putem internetskih glazbenih servisa. Navedeno se ne odnosi na dance glazbu, gdje su klasični nosači zvuka još uvijek glavni način distribucije glazbe.